# Kroisbach (Oichten)
Der Kroisbach ist ein kleiner, in weitesten Teilen seines Laufs regulierter Bach in der Gemeinde Nußdorf am Haunsberg im Flachgau im Norden des Bundeslandes Salzburg. Sein Oberlauf, der Kroisbachgraben, ist in geologischen Fachkreisen bekannt für bedeutende Gesteinsaufschlüsse sowie als Fossilienfundstätte, der als Naturdenkmal ausgewiesen ist. Der Kroisbach ist namensgebend für eine hier aufgeschlossene Gesteinsformation.

## Geografie
Der Kroisbach ist ein rund 1,75 km langer Bach, der vom Nordabhang des Haunsberg in das Tal der Oichten hinabfließt. Er entspringt in der Nußdorfer Ortschaft Hochberg auf 608 m ü. A., fließt in westliche Richtung und kommt nach etwa 130 Metern ins Kroisbacher Ortschaftsgebiet, wo er nach Norden biegt. Nach etwa 450 Metern verläuft er für rund 270 Meter in einem Bogen über das Ortschaftsgebiet von Olching (Gehöft Klein-Olching) wieder nach Westen, bevor er bei der Ansiedlung Kroisbach ins Tal tritt, und von dort kurz darauf in nordwestlicher Richtung über die Kroisbacher Ortslage Pointlau der Oichten zufließt. Die Mündung in den Oichtenbach, der hier die Grenze zur Gemeinde Göming bildet, erfolgt auf 405 m ü. A.
Der Oberlauf im Kroisbachgraben führt nur zeitweise (periodisch) Wasser.

## Namensgebung

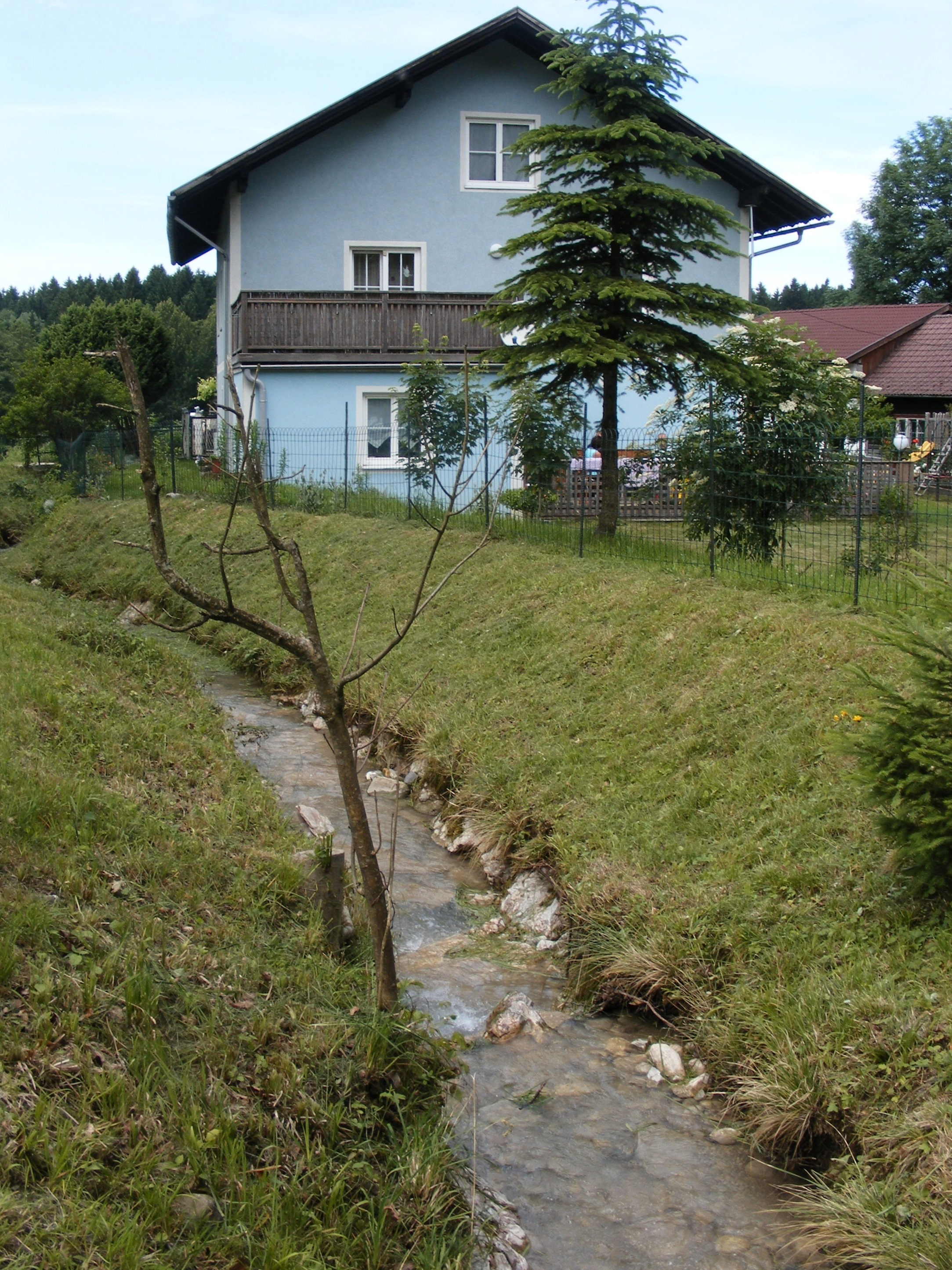
Der Unterlauf des Kroisbaches vor der Ortslage Pointlau

Der Name Kroisbach wird zurückgeführt auf mittelhochdeutsch krebez(e), krebz(e) ‚Krebs‘ oder auf eine der dazu existierenden Nebenformen kriuz oder kreuz(e) mit gleicher Bedeutung. Der Bach ist demnach als ‚Krebsbach‘ aufzufassen und gehört damit zur Gruppe derjenigen Gewässer, die nach darin lebenden Tieren benannt sind. Die Bezeichnung des Baches hat sich auf die Ansiedlung übertragen.

## Geologie und Bergbau
Der obere Kroisbach verläuft im Raum einer geologischen Störung, die sich von Triebenbach bei Laufen an der Salzach bis an das Südende des Obertrumer Sees zieht, und zum Störungssystem der Nordgrenze der Alpen gehört, innerhalb dessen sie hier deren zweitnördlichste Linie bildet (Innsbruck–Salzburg–Amstetten-Störung, ISAM, die nördlichste läuft direkt bei Nußdorf). Das ganze Gebiet der Oichten gehört vollständig zur mächtigen Endmoräne des Salzachgletschers, der im Salzburger Seengebiet die Vorlandmolasse überlagert. An der Störung taucht aber Helvetisches System der Alpen auf, hier speziell Südhelvetikum, südlich Schlößlberg auch Ultrahelvetikum. Diese Schichten sind teils erzhaltig, im oberen Kroisbachgraben wurde in historischer Zeit Eisen abgebaut.

### Typusprofile
In geologischen Fachkreisen bekannt ist der Bach bzw. der Graben aufgrund der hier anzutreffenden unterschiedlichen helvetischen Gesteinsschichten aus dem älteren Tertiär, das in den Ostalpen nur nördlich Salzburg großräumiger aufgeschlossen ist.
Ausgehend von den guten Aufschlüssen sind mehrere geologische Typusprofile aus dem Paläozän (Zeitraum vor 65 bis 55 Millionen Jahren) nach der örtlichen Geografie bezeichnet.
Die Profile wurden Sommer 1997 von Michael W. Rasser und Werner E. Piller neu aufgenommen, zugeordnet und teils neu benannt.
- Die Olching-Formation (auch Oichinger Schichten, Götzinger 1934),[6] (neu) benannt nach der Ortslage Kleinolching, zeigt eine Gesteinsschichtung aus Danium/Seelandium/oberes Thanetium (etwa vor 66–58 Mio. Jahren).[7][8]
- Die Kroisbach-Subformation (Craniensandstein oder Gryphaeenbank, Gohrbrandt 1963), benannt nach dem Kroisbach, ist definiert durch eine Schichtung aus der Übergangszeit zwischen Paläozän und Eozän (Wende Thanetium/Ypresium, vor ca. 56 Mio. Jahre).[8][9]
- Die Frauengrube-Subformation (Roterzschichten, Gübel 1861), benannt nach dem Geländeort oberhalb, oberstes Paläozon (Ypresium, 56–48 Mio. Jahre), die eine charakteristische Diskordanz (durch Erosion fehlende 3 Millionen Jahre) zur zwischen Frauengrube und Kroisbach datierten Fackelgraben-Subformation darstellt (Typlokalität östlich, bei Matzing am Obertrumer See).[10][11]

Die letzteren beiden gehören zur Kressenberg-Formation, der der Olching-Formation folgenden Zeitstufe. Olching-/obere Kressenberg-Formation korrelieren mit Wangschichten/Fraxner Grünsand respektive Buntmergelserie (Ultrahelvetikum) im Bregenzerwald beziehungsweise Bruderndorfer Schichten resp. Waschbergformation der Waschbergzone des Weinviertels (alle nach Tollmann, 1985).

### Naturdenkmal Kroisbachgraben
Der Kroisbachgraben gilt als bedeutendes Geotop: „Man kann ohne Übertreibung behaupten, daß die Aufschlüsse im Kroisbach-Graben (jene der Olching-Formation) zu den fossilreichsten Vorkommen paleozäner Megafaunen nicht nur des alpin-mediterranen Raumes, sondern ganz Europas gehören.“ (H. Hagn) An mehreren Stellen finden sich Ammoniten (Versteinerungen) aus dem Paläozän, die als die besterhaltenen in Mitteleuropa gelten.

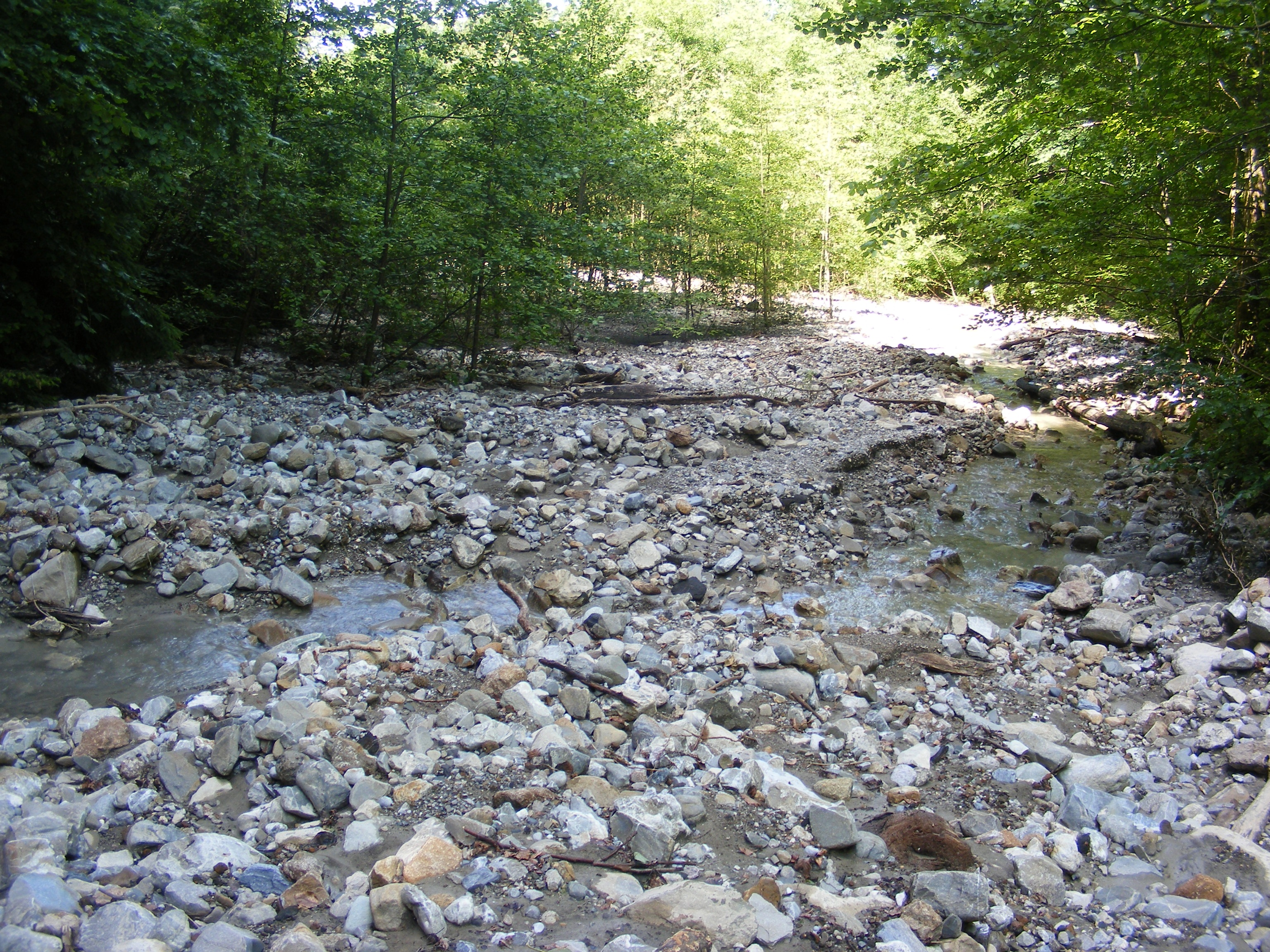
Teil des Naturdenkmals Kroisbachgraben
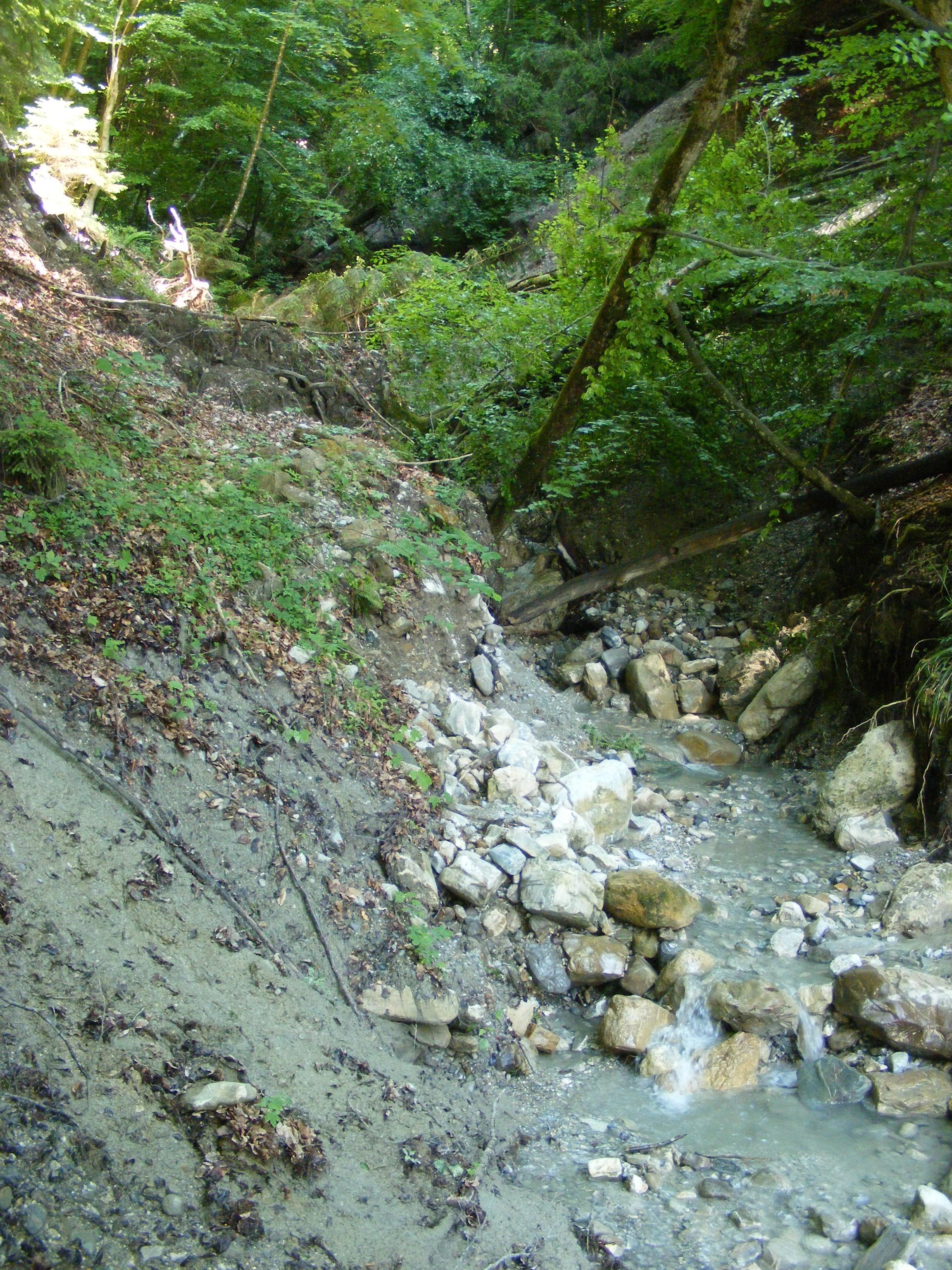
Im oberen Teil des Kroisbachgrabens
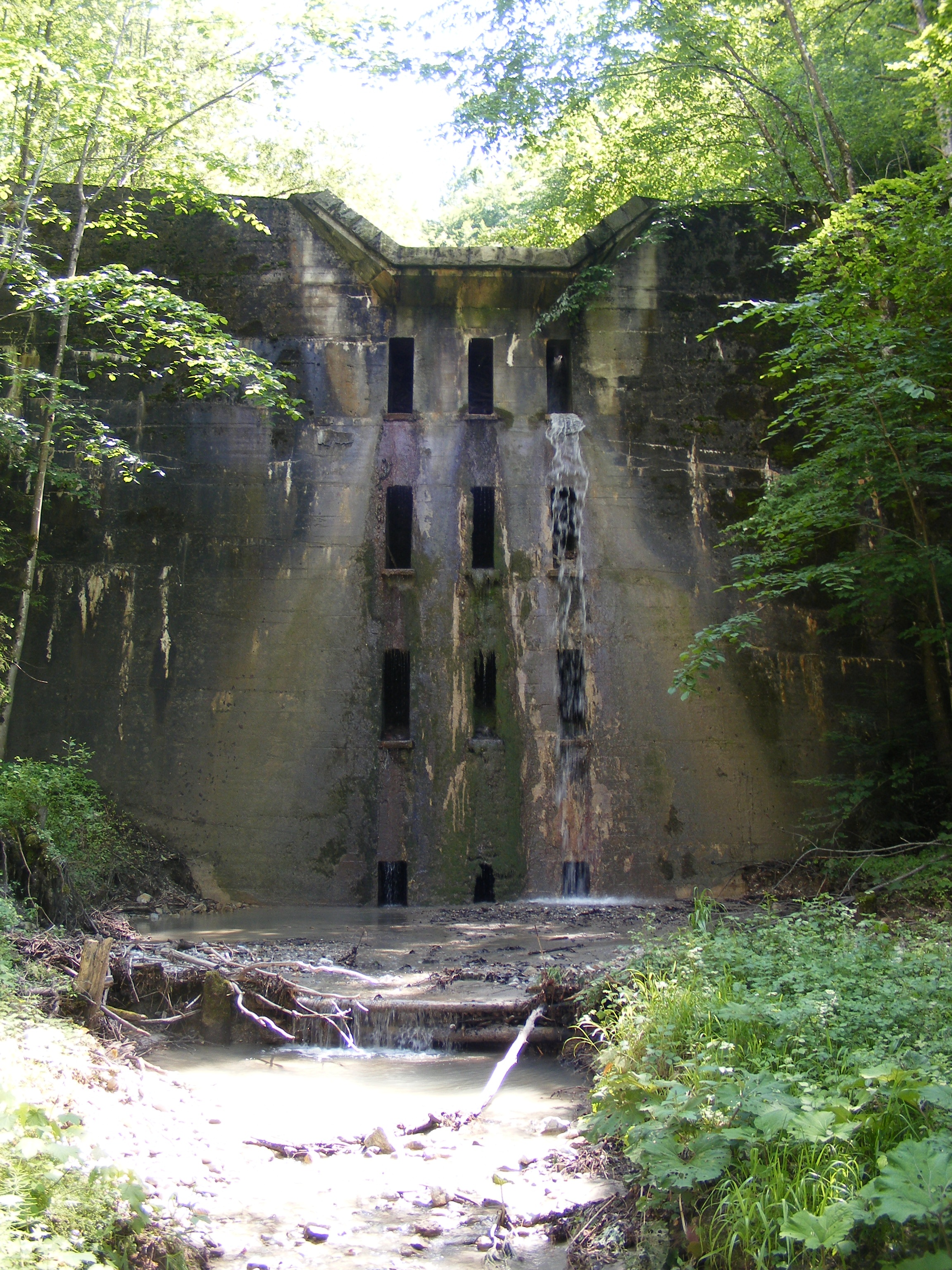
Die Heinrich-Herrle-Sperre

Ein Teil des Bachlaufs von einer oberen Sperre aufwärts sowie zwei kleine Geländestreifen am linken und rechten Ufer des Kroisbaches mit einer Gesamtfläche von knapp 0,19 ha sind daher seit 12. Dezember 1973 als Naturdenkmal (NDM 00119 Kroisbach Graben) ausgewiesen. Die Bedeutung der geschützten Stellen für die Wissenschaft wird mit „sehr hoch“ angegeben.

### Naturdenkmal Frauengrube
Noch einmal etwa 200 Meter taleinwärts, befindet sich rechterhand im Wald oberhalb, an der neuen Forststraße, ein weiteres Naturdenkmal, Frauengrube genannt (NDM 00257). Die hier aufgeschlossene Diskordanz des obersten Eozän dürfte der letzte bekannte Aufschluss der Ostalpen sein. Das Naturdenkmal wurde 2011 ausgewiesen.
Die Frauengrube ist eine Pinge des historischen Erzabbaugebietes, gewonnen wurden hier neben Erz später auch Schleifsteine. Durch die Absenkung einer etwa 100 m langen und 15 m breiten Flyschscholle entstand eine Höhle. Ihr Ausmaß beträgt 52 × 40 m. Sie beherbergt nun verschiedene feuchtigkeitsliebende Insekten, besonders Weberknechte, und wird von mehreren Fledermausarten bewohnt. Die mittlere Jahrestemperatur in der Höhle der Frauengrube beträgt 6,5 °C. In der zweiten Hälfte des 19. Jahrhunderts war geplant, sie für Besucher zugänglich zu machen, was jedoch aufgrund wiederholter Felsabbrüche scheiterte.